# Depthcharge
Depthcharge, auch Depth Charge (engl. für Wasserbombe) ist ein klassisches Arcade-Spiel aus dem Jahr 1977. Es wurde ursprünglich von der UPL Corporation (Universal Play Land, Tochter von Universal Lease, heute Aruze) entwickelt und von Gremlin Industries (später Gremlin/SEGA) veröffentlicht. In Deutschland übernahm den Vertrieb Löwen-Automaten. Im selben Jahr erschien ein identisches Spiel unter dem Titel Sub Hunter von Taito. In den 1980er Jahren erschienen mehrere Umsetzungen für verschiedene Heimcomputer und Spielkonsolen.
In diesem Shoot ’em up muss der Spieler mit einem Kriegsschiff U-Boote abschießen.

## Spielbeschreibung
Der Spieler steuert mithilfe zweier Tasten einen Zerstörer horizontal am oberen Bildschirmrand hin und her. In späteren Versionen wurden dazu auch 2-Wege-Joysticks verwendet. Die Perspektive ist eine seitliche 2D-Ansicht, die zum Großteil den Wasserbereich unter dem Schiff darstellt. Per Zufall erscheinen gleichzeitig bis zu vier U-Boote in unterschiedlicher Tiefe, die es abzuschießen gilt. Mit zwei weiteren Tasten rechts am Bedienfeld kann der Spieler links und rechts des Schiffes Wasserbomben abwerfen, die langsam nach unten trudeln. Bis zu sechs Bomben gleichzeitig sind möglich.
Die U-Boote schießen gelegentlich ihrerseits nach oben und versuchen das Schiff des Spielers zu treffen. Die Punkte für jedes getroffene U-Boot variieren – meist je tiefer, desto größer – und sind als Ziffern stets auf ihnen angegeben (10–90 Punkte).
Im Gegensatz zu den meisten späteren Arcade-Spielen ist das Spiel zeitlich befristet. Der Spieler hat 90 Sekunden Zeit, bei einem Punktestand von 500 wird die Spielzeit um 45 Sekunden erhöht.

## Technische Details
Die Originalversion verfügt über einen intel-8080-Prozessor und 14 ROMs mit insgesamt knapp 13 kB Programm- und Grafikdaten. Eine spätere Version hat acht ROMS mit knapp 7 kB Daten. Vor dem 19-Zoll-schwarz/weiß-Monitor, der Rastergrafik anzeigt, ist eine blaugrüne Overlayfolie angebracht.
Das Spiel kann mittels diskreter Schaltkreise vier einfache Geräusche erzeugen (Sonar und verschiedene Schuss- und Explosionsgeräusche). Die Lautstärke des Gremlin’s Surround-A-Sound ist vom Aufsteller stufenlos regelbar.
Der Highscore-Spielstand wurde bereits gespeichert, jedoch ohne Initialen des Spielers.

## Umsetzungen (Auswahl)
- Depthbomb (Sega, Arcade-Spiel, 1978)
- Depth Charge (Apple II, 1978)
- Depthcharge (Commodore 64, 1983)
- Sub Chase (ZX Spectrum, 1983)
- Submarine (ZX Spectrum, 1984)
- Depth Charge (ZX Spectrum, 1984)
- Sub Hunt (C64, 1984)
- Depth Charge (DOS, 1984, ASCII-Grafik)
- Sub Attack (C64, 1985)
- SinkSub (iPhone, 1995)

Zudem gibt es Spiele mit ähnlichem Gameplay, wie das Arcade-Spiel Deep Scan (SEGA, 1979, Farbgrafik) und Spiele mit ähnlicher Grafik, aber umgekehrtem Spielprinzip, wie Sea Wolf (Midway, 1976). Außerdem existieren Neuauflagen mit verbesserter Grafik für PCs.
Viele Spiele mit dem Titel Sub Hunter, Sub Hunt und teils auch Depth Charge sind allerdings Umsetzungen von Schiffe versenken.